# 多田元吉
多田 元吉（ただ もときち、1829年4月14日（文政12年3月11日） - 1896年4月2日）は、幕末の幕臣。茶の栽培家。上総国富津村（現：千葉県富津市）出身。

## 略歴
- 1869年、幕府崩壊後、徳川慶喜に従い駿河（静岡県）に赴き、拝領した長田村（現：静岡市丸子）にて茶園を開拓し、茶の栽培を始める。
- 1875年、明治政府は彼の技術を評価し、十等出仕として勧業寮第七課に配属、中国、インドの視察を命令。
- 1876年、インドのアッサム地方、ダージリン地方とセイロン島（現：スリランカ）に向かう。
- 1877年、帰国。アッサム地方から持ち帰った紅茶の原木を丸子にて栽培し、アッサム種の栽培を指導する。
- 1896年、丸子にて没。享年68。
- 2001年、丸子の赤目ケ谷起樹天満宮に顕彰碑が建立される